# Фудбалски савез Камеруна
Фудбалски савез Камеруна (Fédération camerounaise de football ФЕКАФООТ) је највише фудбалско тело у Камеруну које се стара о организовању и развоју фудбалског спорта на територији Камеруна. Руководи националним првенством, купом и свим националним селекцијама Камеруна.
Савез је основан 1960. а примљен у Светску фудбалску федерацију ФИФА 1962, а у КАФ Афричку фудбалску конфедерацију 1963. гпдине. 
Национална лига се игра од 1961. године. Најуспешнији клуб је Канон са 10 титула. Национални куп се игра од 1956, а највише трофеја освојио је исто Канон (11).
Три камерунска клуба освојила су Афрички куп шампиона, Орикс (1964), Канон (1971, 1978, 1980), и Унион (1979). 
Прва међународна утакмица одиграна је 13. априла 1960. на Мадагаскару против репрезентације Сомалије која је завршила резултатом 9-2.
Боје националне селекције су зелена и црвена. 
Фудбалска репрезентација Камеруна седам пута је учествовала на светским првенству (1982, 1990, 1994, 1998, 2002, 2010, 2014). Највећи успех је четвртфинале 1990. Вишеструки су победници Афричког купа нација (1984, 1988, 2000, 2002, 2017)